# Adamsville (Alabama)
Adamsville is een plaats (city) in de Amerikaanse staat Alabama, en valt bestuurlijk gezien onder Jefferson County.

## Demografie
Bij de volkstelling in 2000 werd het aantal inwoners vastgesteld op 4965.
In 2006 is het aantal inwoners door het United States Census Bureau geschat op 4806, een daling van 159 (-3,2%). Bij de 2010 census werd het aantal inwoners op 4522 gezet.

## Geografie
Volgens het United States Census Bureau beslaat de plaats een oppervlakte van
50,8 km², geheel bestaande uit land. Adamsville ligt op ongeveer 173 m boven zeeniveau.

## Plaatsen in de nabije omgeving
De onderstaande figuur toont de plaatsen in een straal van 8 km rond Adamsville.